# Microsoft Vine
Microsoft Vine è stato un aggregatore di attività sociali che veniva utilizzato per tenersi in contatto con persone in caso di emergenza.
Dopo aver distribuito l'aggregatore in una versione beta privata, Microsoft ha deciso di interrompere lo sviluppo futuro di Vine: la cessazione del servizio è avvenuta ufficialmente l'11 ottobre 2010.

## Uso
Secondo il sito web di Microsoft Vine:
Secondo la pagina Facebook di Microsoft Vine l'applicazione può essere utilizzata per:
- ottenere aiuto per la cura dei bambini;
- collegarsi con i vicini di fiducia;
- riportare un cambiamento dell'ultimo minuto.[5]

Vine potrebbe anche essere utilizzato per contattare i familiari in caso di eventi come un incendio o un'emergenza medica.

## Piattaforme
Vine funzionava con Windows XP SP2, Windows Vista e Windows 7.